# Lepanthes guatemalensis
Lepanthes guatemalensis es una especie de orquídea epífita originaria de Centroamérica en México (Oaxaca) y en Guatemala y El Salvador.

## Descripción
Es una orquídea con tallo ascendente a erecto, delgado, envuelto completamente en 3 a 5 vainas y con solo una hoja apical, elíptica a suborbicular, obtusa, tridenticular, carnosa-coriácea, que se estrecha abajo de la hoja, poco peciolada. Florece en una inflorescencia mucho más larga que la hoja, de 3,5 cm de largo, filiforme, 
laxa, sinuosa, con flores individuales que surgen a ambos lados de la hoja y con brácteas florales escariosas. Tiene hasta cinco flores sucesivas. La floración se produce en el verano.

## Distribución y hábitat
Se encuentra en México, Guatemala y El Salvador como una orquídea de tamaño pequeño, epífita que crece en alturas de alrededor de 1350 a 1850 metros. 

## Taxonomía
Lepanthes guatemalensis fue descrita por Rudolf Schlechter y publicado en Repertorium Specierum Novarum Regni Vegetabilis 10(254–256): 355. 1912.
Etimología
Ver: Lepanthes
guatemalensis: epíteto geográfico que a alude a su localización en Guatemala.
Sinonimia
- Lepanthes tuerckheimii Schltr.
- Lepanthes gibberosa Oakes Ames[2]